# Municipio de Groveland (Míchigan)
El municipio de Groveland (en inglés: Groveland Township) es un municipio ubicado en el condado de Oakland en el estado estadounidense de Míchigan. En el año 2010 tenía una población de 5476 habitantes y una densidad poblacional de 58,67 personas por km².

## Geografía
El municipio de Groveland se encuentra ubicado en las coordenadas 42°50′22″N 83°30′37″O / 42.83944, -83.51028. Según la Oficina del Censo de los Estados Unidos, el municipio tiene una superficie total de 93.34 km², de la cual 91,33 km² corresponden a tierra firme y (2,15 %) 2,01 km² es agua.

## Demografía
Según el censo de 2010, había 5476 personas residiendo en el municipio de Groveland. La densidad de población era de 58,67 hab./km². De los 5476 habitantes, el municipio de Groveland estaba compuesto por el 96,04 % blancos, el 1,06 % eran afroamericanos, el 0,31 % eran amerindios, el 0,91 % eran asiáticos, el 0,46 % eran de otras razas y el 1,22 % eran de una mezcla de razas. Del total de la población el 2,19 % eran hispanos o latinos de cualquier raza.